# Dudar
Dudar je vas na Madžarskem, ki upravno spada pod podregijo Zirci Županije Veszprém.